# Praktbrowallia
Praktbrowallia (Browallia speciosa) är en växt som växer naturligt i Sydamerika och som i Sverige förekommer som krukväxt.